# Яффские ворота
Я́ффские ворота (ивр. שער יפו‎, Шаар Яфо; араб. باب الخليل‎, Баб-эль-Халиль, Ворота Друга, Хевронские Ворота; также арабское Bab Mihrab Daud, «Ворота молитвенной ниши Давида»; также Ворота Давида) — каменный портал в исторических стенах Старого города Иерусалима. Одни из восьми открытых ворот в стенах Старого города; являются главными воротами христианского и армянского кварталов. Расположены в западной части Старого города на важнейшем перекрёстке западной дороги, ведущей в Яффо, и южной дороги, ведущей на Вифлеем и Хеврон. Эти две дороги и по сей день являются центральными иерусалимскими артериями.
Единственные из ворот Старого города, обращённые на запад, к Средиземному морю; и также единственные, расположенные под прямым углом к стене. Такое расположение могло быть выбрано в качестве оборонительной меры, дабы замедлить продвижение атакующих; или чтобы сориентировать ворота в направлении Яффской дороги, по которой паломники прибывали к концу своего путешествия из порта Яффо.
Так же как и камни, использованные при строительстве всех других частей стен Старого города, камни Яффских ворот представляют собой большие вырубленные блоки песочного цвета. Высота входа составляет около 6 метров, а стена возвышается ещё на 6 метров над ним.

## Названия
Как Яффские ворота, так и Яффская дорога названы по имени порта Яффо на средиземноморском побережье, из которого в своё морское путешествие отправился пророк Иона и в котором высаживались паломники на своём пути в Святой город. Современное Шоссе № 1, начинающееся от западного конца Яффской дороги, является завершением того же самого маршрута в Тель-Авив-Яффо.
Арабское название ворот, Баб эль-Халиль (Ворота Друга), относится к Аврааму, любимцу Бога, похороненному в Хевроне. Поскольку Авраам жил в Хевроне, ещё одним названием Яффских ворот является «Хевронские ворота». Арабы также называют эти ворота Баб Михраб Дауд (Ворота молитвенной ниши Давида), поскольку царь Давид считается в исламе пророком. Крестоносцы, восстановившие цитадель поблизости (к югу) от Яффских ворот, также построили ворота позади нынешнего местоположения Яффских ворот, назвав их «Ворота Давида» по имени Башни Давида.

## История

### Османский период

#### Строительство
Были торжественно открыты в 1538 году на месте ворот более раннего периода, являясь частью проекта восстановления стен Старого города по приказу правителя Османской империи Сулеймана Великолепного.
Сразу же внутри ворот, за железным решётчатым ограждением слева, находятся две могилы. Считается, что это — могилы двух архитекторов, которым Сулейман поручил строительство стен Старого города. Согласно легенде, когда Сулейман увидел, что архитекторы оставили гору Сион и гробницу царя Давида вне замкнутой стенами территории, — он приказал убить их. Однако, из уважения к их впечатляющим достижениям, он захоронил их внутри стен рядом с Яффскими воротами.

#### Пролом в стене
Справа от старых ворот, которые используются только пешеходами, вплотную к ним находится пролом в стене, через который проходит автодорога. Он был прорублен в 1898 году, когда кайзер Вильгельм II настоял на том, чтобы въехать в город верхом на своём белом коне. Местная легенда гласит, что Иерусалимом будет править царь, который въедет в городские ворота на белом коне; поэтому, дабы удовлетворить тщеславие кайзера, но избежать предсказанной в легенде участи, османские власти предпочли разрушить часть крепостной стены и засыпать часть рва у Башни Давида, нежели позволить кайзеру въехать в ворота. Император же решил, что он проследовал через Яффские ворота. Через этот пролом по сей день осуществляется автомобильное сообщение между старым и новым городом. (Согласно иной версии, «Дыра в стене» была проделана для того, чтобы кайзеру не пришлось разбирать свою карету, дабы проникнуть в город.)

#### Часовая башня
В 1907 году на крыше Яффских ворот были установлены часы, а в 1908 году над воротами была надстроена часовая башня для обслуживания развивающегося делового района верхней части долины Хинном. Башня должна была стать одной из приблизительно сотни таких часовых башен, построенных по всей Османской империи в 1900 году, в ознаменование 25-летия правления султана Абдул-Хамида II. Башня стоила 20 000 франков; город был столь беден, что деньги были собраны — и поэтому башня была завершена — лишь в 1908 году. После этого башня простояла недолго и в 1922 году была демонтирована британцами, из эстетических соображений.
На территории, которая сейчас является Израилем и Палестинскими территориями, было воздвигнуто семь таких башен — в Сафеде, Акре, Хайфе, Назарете, Наблусе, Иерусалиме и знаменитая башня в Яффо. Тот факт, что для установки часовой башни в Иерусалиме были выбраны Яффские ворота, указывает на значимость этих ворот в тот период — даже большую, чем Дамасских.
Башня была построена из известняка, добытого в близлежащей пещере Хизкиягу. Она возвышалась на 4 метра и венчалась четырьмя циферблатами, ориентированными по ключевым точкам компаса. Восточный и западный циферблаты показывали официальное (европейское) время, в то время как северный и южный — местное. Над циферблатами находился колокол и полумесяц со звездой — символ османского правления.

#### Павильон Бецалель и турецко-османский сабиль
Павильон Бецалель возле Яффских ворот был крытым белой жестью деревянным строением с зубчатой крышей и башней, построенным в 1912 году в мастерской и выставочном зале Академии искусства и дизайна Бецалель. Павильон был спроектирован специально для туристов и других прохожих, для размещения на их пути в Старый город и из него. Возле павильона — на входе в Яффские ворота — располагался сабиль.
Павильон был разрушен через шесть лет после его установки.

### Британский Мандат (1917—1948 годы)
В 1917 году командующий британскими войсками генерал Эдмунд Алленби вошёл в Старый город через Яффские ворота пешком — в знак уважения к городу и желая избежать сравнения с кайзером, посетившим Иерусалим в 1898 году. Алленби произнёс речь в близлежащей Башне Давида.
В 1944 году британцы снесли остальные здания, примыкавшие к городской стене, в попытке сберечь исторические виды Иерусалима.

#### Нулевой километр Израиля
Отвоевав Иерусалим в 132 году н. э., император Адриан отстроил его заново как римский город под названием Элия Капитолина; стартовой точкой для отсчёта расстояний до других городов была высокая колонна на площади внутри Дамасских ворот — как то показано на мозаичной Мадабской карте. По-видимому, эта колонна упала либо была снесена в течение византийского периода.
В XX веке той же цели служила площадь перед Яффскими воротами; в период британского мандата в Палестине нулевой точкой для измерения расстояний от и до Иерусалима служил указатель на обочине автодороги. В настоящее время такой указатель отсутствует.

### После 1948 года
Во время арабо-израильской войны 1947—1949 годов израильские войска вели ожесточённые сражения за контроль над Яффскими воротами с целью соединить Еврейский квартал Старого города с удерживаемым Израилем Западным Иерусалимом. Израильским силам не удалось получить контроль над воротами. Согласно договору о прекращении огня между Израилем и Иорданией по окончании войны, Яффские ворота оказались на нейтральной полосе и были закрыты вплоть до 1967 года. После объединения Иерусалима в ходе Шестидневной войны 1967 года ворота снова открылись.
В 2000 году папа Иоанн Павел II вошёл в Старый город через Яффские ворота во время своего визита в Израиль в Юбилейный год.
В настоящее время около Яффских ворот функционирует подземная автостоянка для туристов, посещающих Старый Город, а также торговый центр Мамила, почтовое отделение и Христианский Информационный центр. Яффские ворота активно используются как пешеходами, так и транспортными средствами. В начале 2000-х годов проложенная через ворота дорога была передвинута дальше к западу, а на её месте сооружена площадь, соединяющая Яффские ворота с торговым центром Мамилла на другой стороне улицы.

## Топография
Местоположение ворот определяется топографией города, расположенного между северным холмом Акры и южным холмом горы Сион, вдоль долины, продолжением которой в Старый город является Яффская дорога. Дорога и долина, вдоль которой она проходит, продолжаются к востоку и далее в долину Тиропеон, рассекая город на северную и южную половины — с Христианским и Мусульманским кварталами на севере, Армянским и Еврейским кварталами на юге.

### Площадь и Башня Давида
За Яффскими воротами расположена небольшая площадь, вдоль сторон которой расположены туристический информационный офис и магазины. Выходы с площади ведут в Христианский квартал (налево), Мусульманский квартал (прямо вперёд) и Армянский квартал (направо, за Башней Давида). Проходом в Мусульманский квартал служит улица, ведущая к востоку от Яффских ворот; когда-то она называлась «Столичная улица», однако сегодня она известна как «улица Давида» и является частью рынка — одной из главных улиц сувенирного шопинга.
На правой стороне площади, к югу от Яффских ворот находится древняя Башня Давида (ивр. מגדל דוד‎, Мигдаль Давид, араб. برج داود‎, Бурдж Дауд) — одно из заметных достопримечательностей Иерусалима. Возвышающаяся сегодня цитадель была сооружена на протяжении II века до нашей эры для укрепления стратегически слабого места в обороне Старого города; считается, что она построена на месте башни Фасаэль Ирода Великого. Впоследствии она разрушалась и вновь отстраивалась — последовательно — христианскими, мусульманскими, мамлюкскими и османскими завоевателями Иерусалима; нынешняя крепость была построена в период правления Сулеймана Великолепного. Башней Давида она называется из-за ассоциации с башней, описанной в Еврейской Библии. Ныне в Башне Давида расположен музей Истории Иерусалима; в ней хранятся важные археологические находки 2700-летней давности, и она является популярной площадкой для благотворительных мероприятий, ремесленных выставок, концертов и светозвуковых представлений.

## Реставрация
В 2010 году Управление древностей Израиля завершило двухмесячную реставрацию и чистку Яффских ворот — что было частью начатого в 2007 году проекта, стоимостью 4 миллиона долларов, по обновлению стен Старого города по всей их длине. Чистка включала в себя замену разрушенных камней, очистку стен от накопившихся за десятилетия автомобильных выхлопов, и повторное размещение искусной арабской надписи, установленной при первом торжественном открытии ворот в 1593 году. Фрагменты пуль, застрявшие в воротах во время боёв Войны за независимость, были сохранены. В ходе инфраструктурных работ вблизи Яффских ворот был также обнаружен древний акведук, датируемый II или III веками н. э.

## Комментарии
1. ↑  Территория восточной части Иерусалима контролируется Израилем в результате аннексии, которая не признана большинством стран международного сообщества. Статус восточной части Иерусалима является одной из проблем израильско-палестинского конфликта. См. статьи Политический статус Иерусалима и Восточный Иерусалим.
 В перечень Объектов всемирного наследия ЮНЕСКО Старый город внесён без указания Израиля или палестинского государства, как государственного представителя, в отдельный раздел «Иерусалим», с пометкой об Иордании как стране, инициировавшей внесение объекта в перечень[1].